# نیلوفر آبی زرد بزرگ
نیلوفر آبی زرد بزرگ (نام علمی: Nuphar polysepala) نام یک گونه از سرده نیلوفر آبی زرد است.